# 长康镇
长康镇，中华人民共和国湖南省岳阳市湘阴县下属的一个镇，位于湘阴县东南部。特产香油、毛笔。

## 建制沿革
- 1956年，设长康乡；
- 1958年，属红旗农场；
- 1961年，设长康公社；
- 1984年，改称长康乡；
- 2001年，改置长康镇。

## 行政区划
长康镇下辖1个居委会与14个行政村：
- 长康居委会
- 仁山村、中山村、花石村、浸米村、长康村、金龙村、和平村、联合村、金卜村、南阳村、石板村、大中村、思岩村、中段村、白马村、金华村、石思村